# Miche García
Miguel García Martín, conocido como Miche (Salamanca, 19 de mayo de 1935 - ibídem, 22 de marzo de 2014) fue un futbolista español. Jugó de defensa en Primera División de España con Real Madrid, Osasuna, Deportivo, Valladolid y Hércules.

## Trayectoria
Con el Real Madrid consiguió una Liga, dos Copas de Europa y una Intercontinental. Llegó a Osasuna cedido por el Madrid tras los traspasos de Ignacio Zoco y Félix Ruiz. En sus tres últimas temporadas como jugador de Primera división acumuló tres descensos a Segunda con el Deportivo, Valladolid y Hércules.

## Clubes
| Club                   | País   | Periodo   |
| ---------------------- | ------ | --------- |
| Real Madrid C. F.      | España | 1958-1961 |
| Club Atlético Osasuna  | España | 1961-1962 |
| Deportivo de La Coruña | España | 1962-1963 |
| Real Valladolid C. F.  | España | 1963-1966 |
| Hércules C. F.         | España | 1966-1967 |